# Nagega
Un nagega est le plus grand type de pirogue à balancier traditionnel, à double coque et voile austronésienne, utilisé sur les iles Trobriand sur la côte Est de Nouvelle-Guinée. Il s'agit du plus grand sous-type de waga, plus grand qu'un mesolaki. 
Ce voilier est utilisé pour la kula, un voyage commercial traditionnel.